# Euribíades
Euribíades (em grego: Εὐρυβιάδης; romaniz.: Eurybiádes) foi um almirante de Esparta que lutou nas Guerras Médicas contra o Império Aquemênida. Comandou, com Temístocles, a frota grega na decisiva Batalha de Salamina de 480 a.C.